# ニシキヘビ科
ニシキヘビ科（ニシキヘビか、Pythonidae）は、爬虫綱有鱗目に属する科。模式属はニシキヘビ属。

## 分布
アフリカ大陸、オーストラリア大陸、ユーラシア大陸南部、インドネシア、フィリピン

## 形態
最大種はアミメニシキヘビで最大全長7メートル以上と本科、ヘビ亜目のみならず現生する爬虫類最長種。最小種はアリヅカニシキヘビで最大でも全長70センチメートル程。ニシキヘビ類は一般に、細長い頭に眼は小さく瞳は縦長、太く長い胴体、短い尾をもつ。総排出腔の両側には蹴爪状の後ろ足の痕跡（大腿骨であると言われている）があり、オスは交尾の時にこれでメスの背中を引っかき交尾行動を触発する。もちろんこれを喪失する種も存在し中には腰帯が完全に消失した種も存在する。
南北アメリカ大陸に分布するボア科とは極めて近縁だが、頭骨の構造の違いや、卵生である事などで区別される。

## 生態
森林やサバンナ、砂漠に生息する。多くの種は地表性だが、ミドリニシキヘビのように樹上性の種もいる。ミドリニシキヘビは、食性や体色、樹上での獲物の待ち伏せ姿勢等、別科（別亜科）のエメラルドツリーボアと酷似した形態を持ち収斂進化の好例として紹介されることも多い。
行動は他のヘビ類に比べて鈍く、胴を伸ばしたまま匍匐前進する。しかし獲物に襲い掛かる時は瞬発的に素早く動くこともできる。胴体の筋肉が発達しており、締め付ける力がたいへん強い。捕食する際に、狙った獲物を両顎と牙による噛み付きで捕らえた後、素早く長い胴体を巻き付ける。それから、強い力で獲物を締め上げて窒息死させると従来は思われていた。しかし研究が進んだ結果、2015年頃から、窒息ではなく、強く獲物の体を締め上げることで、獲物の心臓を止めて殺すことが分かってきている。上手く締め付けると、わずか数秒で獲物は死亡するため、窒息よりも速く殺すことが可能である。獲物を殺した後、丸呑みにする。
大型種は人家付近にも出没して家畜を捕らえるが、ヒトを襲うことは稀で、こうした事件が起きたときには大きなニュースになる。インドネシアスマトラ島では、2022年10月にゴム農園で体長約7メートルのニシキヘビが、54歳の女性を丸飲みにし、死亡する事故が発生。インドネシアでは2017年と2018年にも同様の事故が起こっている。
繁殖形態は卵生で、産卵数は小型種で5-15個、大型種で30-100個程度。母親が卵塊の周りにとぐろを巻くことで抱卵して保護し、50-80日程で孵化する。このとき母親は筋肉を痙攣させて体温を上げ、卵を保温して発生を促す。

## 分類
ユーラシア本土・アフリカに分布するのはニシキヘビ属のみで、他の種はほぼ全てニューギニア・オーストラリアに分布する。分類・和名は田原(2022)による。
- ヒメニシキヘビ属 Antaresia
  - Antaresia childreni チルドレンニシキヘビ Children's python
  - Antaresia maculosa マダラニシキヘビ Spotted python
  - Antaresia papuensis パプアマダラニシキヘビ Papuan spotted python
  - Antaresia perthensis アリヅカニシキヘビ Pygmy python
- パプアニシキヘビ属　Apodora
  - Apodora papuana パプアニシキヘビ Papuan python
- オオウロコニシキヘビ属 Aspidites
  - Aspidites melanocephalus ズグロニシキヘビ Black headed python
  - Aspidites ramsayi ウォマ Woma
- ワモンニシキヘビ属 Bothrochilus
  - Bothrochilus boa ワモンニシキヘビ Bismarck ringed python
- シロクチニシキヘビ属 Leiopython
  - Leiopython albertisii シロクチニシキヘビ D'Albertis python
  - Leiopython fredparkeri ミナミシロクチニシキヘビ Southern whiterip python
- オセアニアニシキヘビ属 Liasis
  - Liasis fuscus ミズニシキヘビ Brown water python
  - Liasis mackloti マクロットニシキヘビ Macklot's python
  - Liasis olivaceous オリーブニシキヘビ Olive python
- マレーニシキヘビ属 Malayopython
  - Malayopython reticulatus アミメニシキヘビ Reticulated python
  - Malayopython timorensis チモールニシキヘビ Timor python
- オマキニシキヘビ属 Morelia
  - Morelia azurea モエギニシキヘビ　Northern green tree python
  - Morelia bredli ナイリクニシキヘビ　Centralian python
  - Morelia carinata ザラツキニシキヘビ　Rough-scaled python
  - Morelia imbricata セイナンカーペットニシキヘビ Southwest carpet python
  - Morelia spilota カーペットニシキヘビ　Carpet python
  - Morelia viridis ミドリニシキヘビ　Green tree python
- オエンペリニシキヘビ属 Nyctophilopython
  - Nyctophilopython oenpelliensis オエンペリニシキヘビ Oenpelli python
- ニシキヘビ属　Python
  - Python anchietae アンゴラニシキヘビ　Angolan python
  - Python bivittatus ビルマニシキヘビ　Burmese python
  - Python breitensteini ボルネオタンビニシキヘビ Borneo short-tailed python
  - Python brongersmai ヒイロニシキヘビ Blood python
  - Python curtus スマトラタンビニシキヘビ Sumatran short-tailed python
  - Python kyaiktiyo ビルマタンビニシキヘビ Myanmar short-tailed python
  - Python molurus インドニシキヘビ Indian python
  - Python natalensis ナタールニシキヘビ Southern African rock python
  - Python regius ボールニシキヘビ Ball python
  - Python sebae アフリカニシキヘビ Central African rock python
- アメジストニシキヘビ属 Simalia
  - Simalia amethystina アメジストニシキヘビ Amethystine python
  - Simalia boeleni ベーレンニシキヘビ Boelen's python
  - Simalia clastolepis セラムニシキヘビ Moluccan python
  - Simalia kinghorni オーストラリアヤブニシキヘビ Australian scrub python
  - Simalia nauta タニンバルニシキヘビ Tanimbar python
  - Simalia tracyae ハルマヘラニシキヘビ Halmahera python

## 人間との関係
大型種においては例こそ少ないものの、人間も捕食の対象になる。
皮は革製品に利用されることもあり、皮目的の乱獲や環境破壊により生息数は減少している。
ペットとして飼育されることもあり、日本にも輸入されている。日本ではアフリカニシキヘビ、アミメニシキヘビ、アメジストニシキヘビ、オーストラリアヤブニシキヘビ、インドニシキヘビは特定動物に指定されていて飼育にあたり地方自治体の許可が必要になる。都道府県によっては条例により飼育にあたっては地方自治体の許可が必要だったが動物愛護法の改正により、2007年現在特定動物として指定された種を除いては飼育することに対しての法規制はない。